# Estación de Schübelbach-Buttikon
La estación de Schübelbach-Buttikon es la principal estación ferroviaria de la comuna suiza de Schübelbach, en el Cantón de Schwyz.

## Historia y ubicación
La estación se encuentra ubicada en el noreste del núcleo urbano de Schübelbach y al noroeste de la localidad de Buttikon. Fue inaugurada en 1875 con la apertura de la línea férrea que recorre la margen izquierda del Lago de Zúrich, Zúrich - Pfäffikon SZ - Ziegelbrücke/Näfels-Mollis por parte del Schweizerischen Nordostbahn (NOB). Cuenta con un único andén central, al que acceden un total de dos vías pasantes, a las que hay que sumar la existencia de dos vías toperas. 
En términos ferroviarios, la estación se sitúa en la línea Zúrich - Pfäffikon SZ - Ziegelbrücke, conocida como la línea de la margen izquierda del Lago de Zúrich. Sus dependencias ferroviarias colaterales son la estación de Siebnen-Wangen hacia Zúrich y la estación de Reichenburg en dirección Ziegelbrücke.

## Servicios ferroviarios
Los servicios ferroviarios de esta estación están prestados por SBB-CFF-FFS:

### S-Bahn Zúrich
La estación está integrada dentro de la red de trenes de cercanías S-Bahn Zúrich, y en la que efectúan parada los trenes de varias líneas pertenecientes a S-Bahn Zúrich:
- S 2 Effretikon – Zúrich Aeropuerto – Zúrich HB – Pfäffikon SZ – Ziegelbrücke
- S 8 Weinfelden – Winterthur – Wallisellen – Zúrich HB – Thalwil – Pfäffikon SZ